# 中國科學社

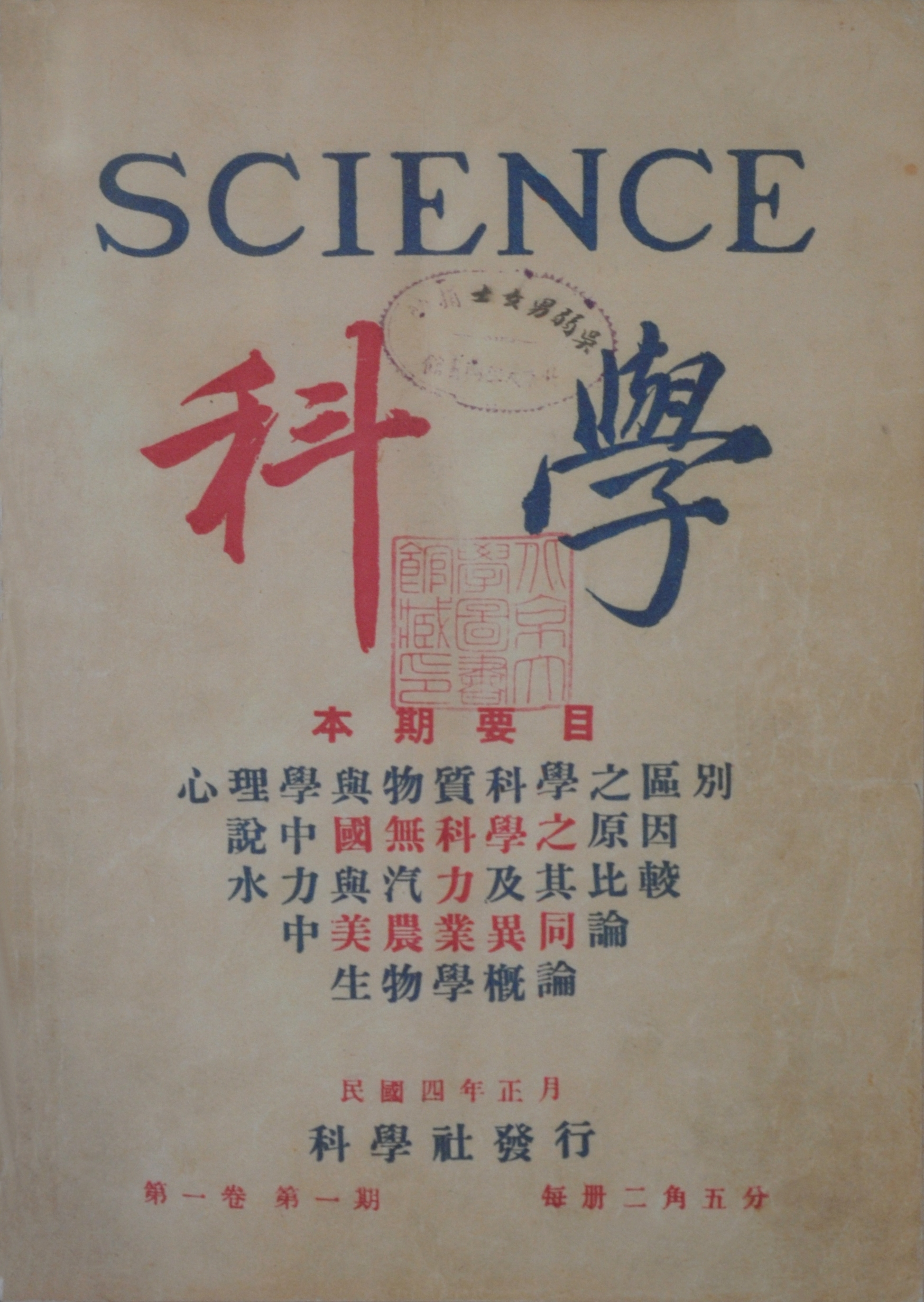
《科学》杂志 第一卷 第一期，1915年出版

中国科学社（英語：Science Society of China）（1915年－1960年），近代中国历史上第一个民间综合性科学团体，也是中国二十世纪前半叶规模最大、影响最广的科学团体。

## 历史

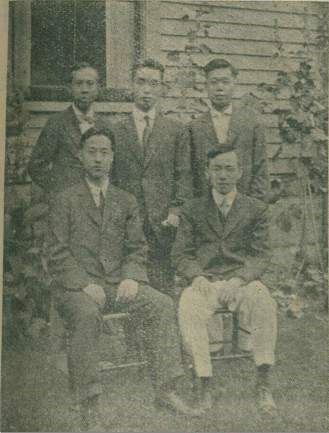
科学社董事会，摄于民国四年（1915年）

1914年，美国康奈尔大学的一群中国留学生创办了“科学社”，旨在“提倡科学，鼓吹实业，审定名词，传播知识”。主要发起人为任鸿隽、秉志、周仁、胡明复、赵元任、杨杏佛（杨铨）、过探先、章元善、金邦正等9人，任鸿隽为首任社长。1915年科学社改名为“中国科学社”。他们以美国科学促进会及其科学杂志为模式，创办中国的《科学》杂志。1915年1月首期《科学》月刊在上海出版，发刊词上“科学”与“民权”赫然并列，申明“以传播世界最新科学知识为职志”。1918年，随着留学生毕业回国，中国科学社迁回中国，总部设于南京高等师范学校（国立东南大学）。中国科学社以后又发行了《科学画报》、《科学译丛》等刊物，在各地成立了图书馆和研究所。作为20世纪前半叶在中国覆盖面最广、参加人最多的科学团体，对近代科技在中国普及和发展做出了系统和奠基性的贡献，产生了深远持久的影响。
1922年，秉志、胡先骕、杨杏佛在南京创办了中国科学社生物研究所，首开中国现代生物学研究的先河，这也是中国第一个现代纯科学研究机构。在1925年至1942年间出版了《中国科学社生物研究所论文丛刊》（动物学与植物学系列）等学术刊物。1928年，科学社成员秉志和胡先骕在北京创建了静生生物调查所（现今中国科学院动物研究所和植物研究所的前身），于1929年至1948年间断续出版了《北平靜生生物調查所彙報》。
1928年，以中国科学社成员为主在南京成立了国立中央研究院，并陆续创办了各研究所。1949年以后，中国科学院与中国科协相继成立；中国科学社的刊物、设备等各项社产陆续并入中国科学院、科学出版社、上海科普协会、上海图书馆等国家与地方机构。

## 后世评价
中国科学社的主要创建者及参与者为自然科学知识分子组成的群体。他们立意深远，有着科学救国的共同认知，并从思想和实践上推动了科学技术发展的建制化，对中国现代科学各学科、高等教育及科学文化事业的发展起到了开拓或奠基的作用，做出了极大的贡献。
与早期中国科学社及《科学》杂志密切联系在一起的留学生群体堪称现代中国“第一代科学家”，而《科学》杂志也成为中国近现代科学史的重要标志之一。

## 有关书籍
- 《科学的播火者—中国科学社述评》，冒荣著，南京大学出版社，2002 ISBN 7305037826。
- American Science and Modern China, Peter Buck, Cambridge University Press, 1980 ISBN 0521227445。